# Los Romerales - Cerropozuelo
Los Romerales - Cerropozuelo este o arie protejată (arie specială de conservare — SAC, sit de importanță comunitară — SCI) din Spania întinsă pe o suprafață de 7.899,42 ha, integral pe uscat.

## Localizare
Centrul sitului Los Romerales - Cerropozuelo este situat la coordonatele 41°08′56″N 1°43′50″W / 41.1489°N 1.73045°V.

## Înființare
Situl Los Romerales - Cerropozuelo a fost declarat sit de importanță comunitară în iulie 2000 pentru a proteja 1 specie de plante și 3 specii de animale. Situl a fost protejat și ca arie specială de conservare în februarie 2021.

## Biodiversitate
Situată în ecoregiunea mediteraneană, aria protejată conține 11 habitate naturale: Matorral arborescenți cu Juniperus spp., Pseudostepă cu ierburi și specii anuale de Thero-Brachypodietea, Păduri de Quercus ilex și Quercus rotundifolia, Pajiști umede mediteraneene cu ierburi înalte de Molinio-Holoschoenion, Pajiști alpine și subalpine calcaroase, Păduri endemice cu Juniperus spp., Păduri de pin mediteraneene cu pini mezogeni endemici, Lande oro-mediteraneene cu formațiuni endemice de grozamă, Grohotișuri termofile și vest-mediteraneene, Vegetație gipsofilă iberică (Gypsophiletalia), Tufărișuri halo-nitrofile (Pegano-Salsoletea).
La baza desemnării sitului se află mai multe specii protejate:
- plante (1): Centaurea pinnata
- mamifere (2): liliacul mediteranean cu potcoavă (Rhinolophus euryale), liliacul mic cu potcoavă (Rhinolophus hipposideros)
- pești (1): Parachondrostoma miegii

Pe lângă speciile protejate, pe teritoriul sitului au mai fost identificate 2 specii de plante, 27 de specii de păsări, 3 specii de amfibieni, 3 specii de mamifere, 1 specie de nevertebrate, 3 specii de pești, 1 specie de reptile.